# Jamar Brown
Jamar Brown (11 maggio 1980) è un ex cestista statunitense, professionista nella NBDL.

## Palmarès
- Campione NBDL (2009)